# 動物実験

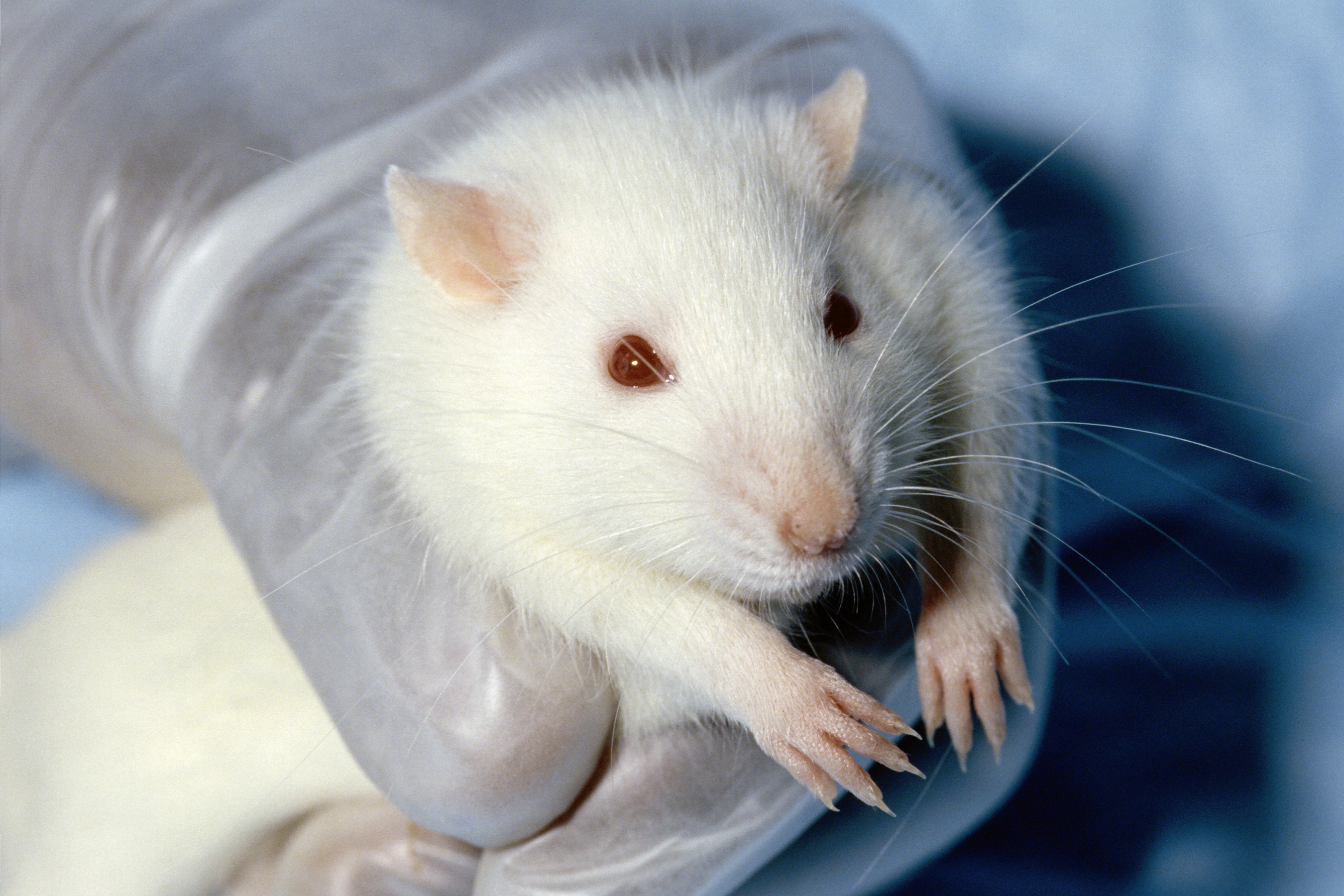
動物実験に使われるマウス

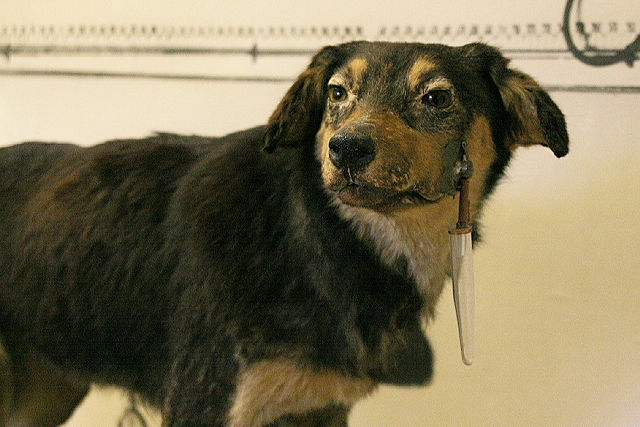
条件反射(パブロフの犬)の実験で唾液を採取される犬の一頭。

動物実験（どうぶつじっけん）とは、広くは動物を使う実験一般を指すが、普通はヒトに対して危険が生じる可能性のある化学物質や機器を、ヒトに適用する前にまず動物に対してこれを用いて実験することを意味する。
医療技術、薬品、化粧品や食品添加物の他に、日用品や工業用化学物質の安全性や有効性、操作の危険性の研究、事件や訴訟に際しての加害行為の危険性を確認するため、家庭内暴力の研究、高校や中学の授業での解剖など、あらゆる分野で動物実験は実施される。医療機器や薬などの安全性や有効性を確かめるための人体実験（臨床試験）を実施する前に、科学的知見を収集するために行われるのが動物実験のことを、前臨床試験や非臨床試験とも言う。
近年は、人と動物には種差があり、正確な結果を得られないことや、動物福祉の観点から、動物を使用しない代替法に切り替えが進む。また動物実験の暴露が動物実験の中止や規制につながる動きもある。2025年には、アメリカ国防省の資金提供により、猫の勃起が脊髄に関係するのかを調べる研究において、猫の背中を切開し、背骨を露出させて電極を埋め込み、切開部が開いている状態で、最大10分間電気ショックを与えて猫を勃起させるという実験や、猫の結腸にコンドーム型の風船やビー玉を挿入し、電気ショックを与えて異物を排泄させる実験などが行われていることが明るみになったあと、米海軍は犬と猫を対象としたあらゆる実験の禁止を発表した。

## 歴史
動物実験の歴史は紀元前にさかのぼる。アリストテレス（前384年 - 前322年）は奴隷制を支持。それと同じ理由で、動物を「生きている道具」とみなし、動物は人間のために利用してよいと主張し、生きた動物を使った実験を行った。ガレノス(129-199)の時代になると動物実験は公的な娯楽の一つにもなっていた。ガレノスもまたアリストテレスと同様に動物や奴隷に限定的な理性と意識しか認めず、人間以下の存在は苦しまないと考え、生きた動物を使った実験をおこなった。

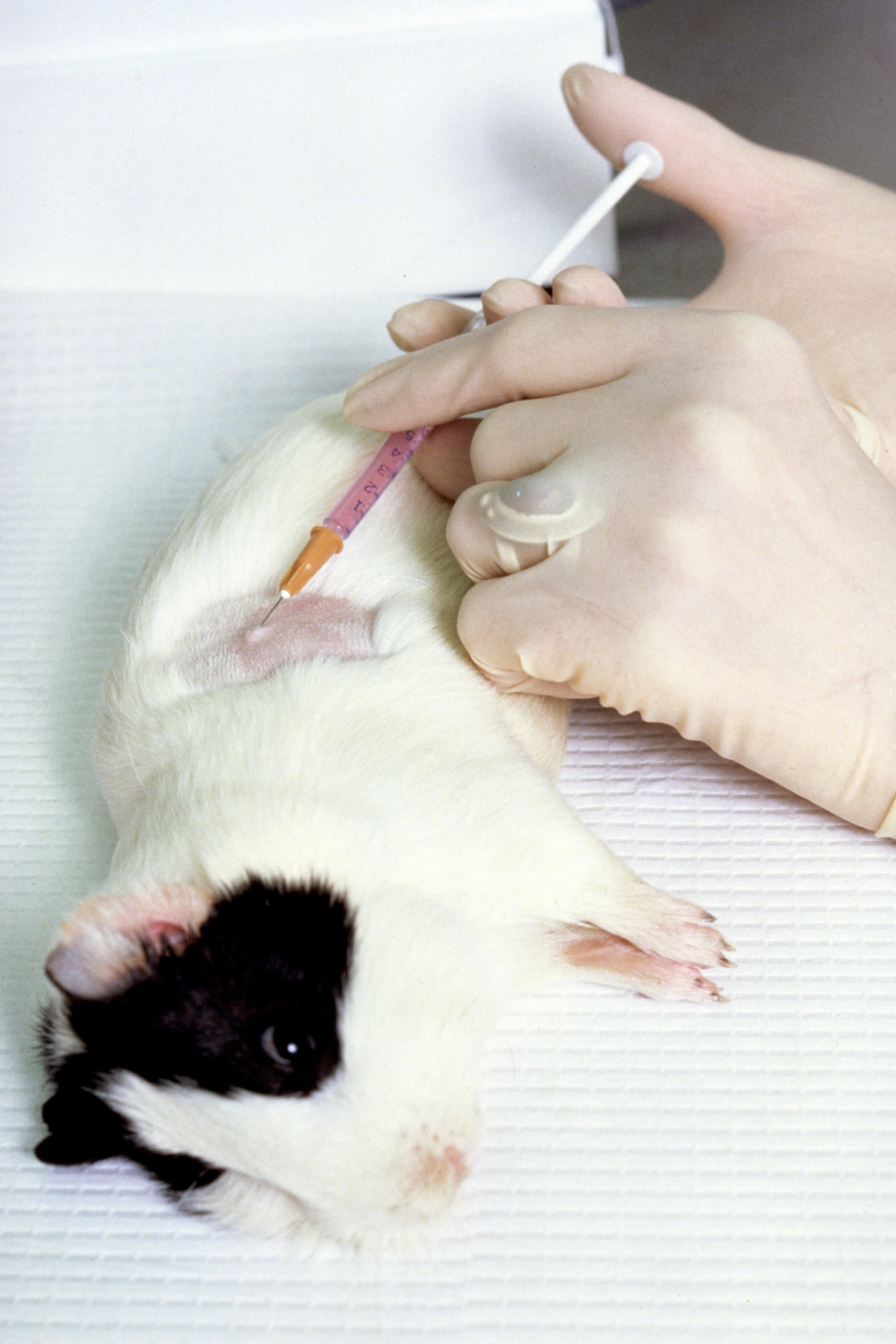
投与実験

## 必要性と問題点

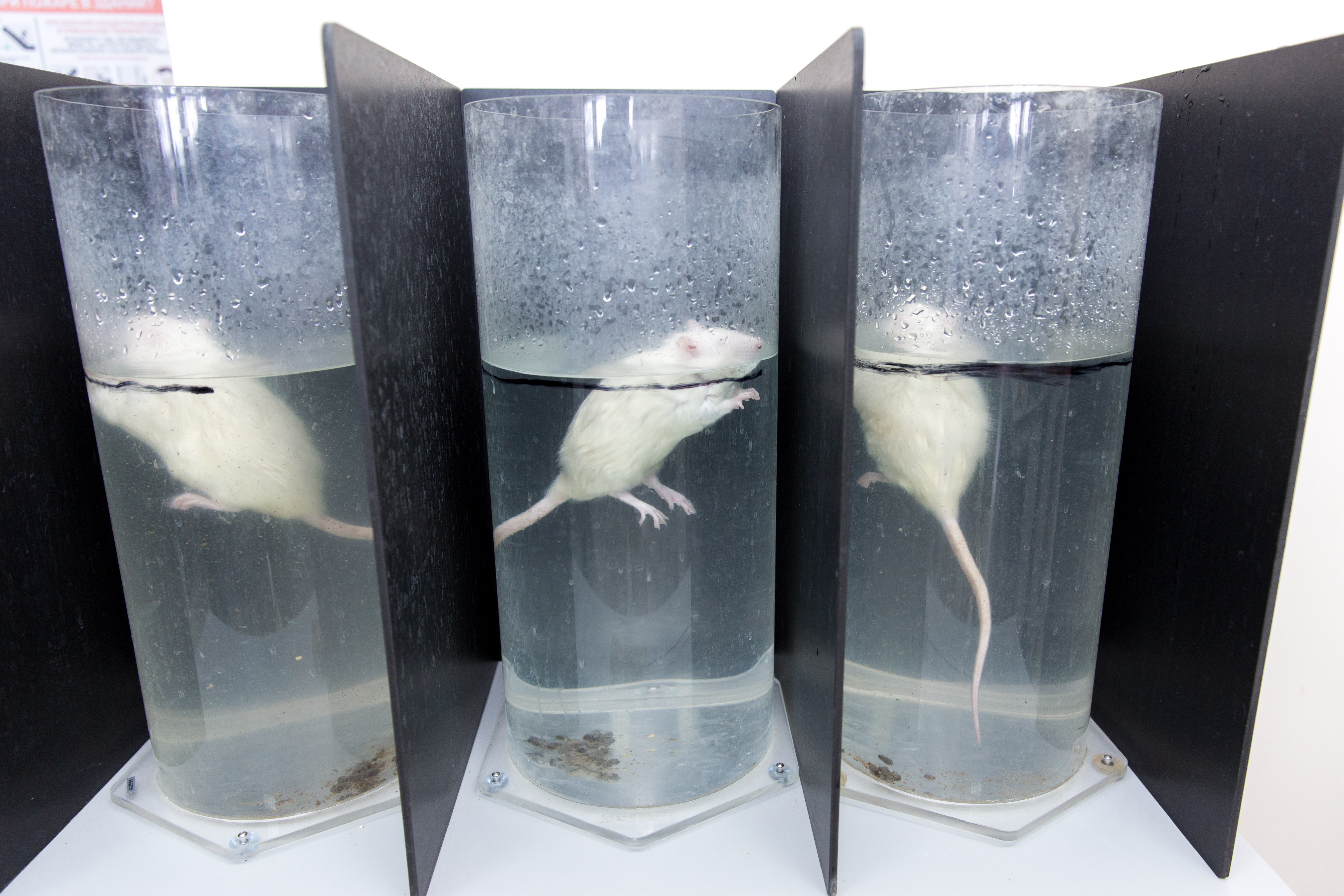
マウスにストレスを与え、反応を比較する強制水泳実験

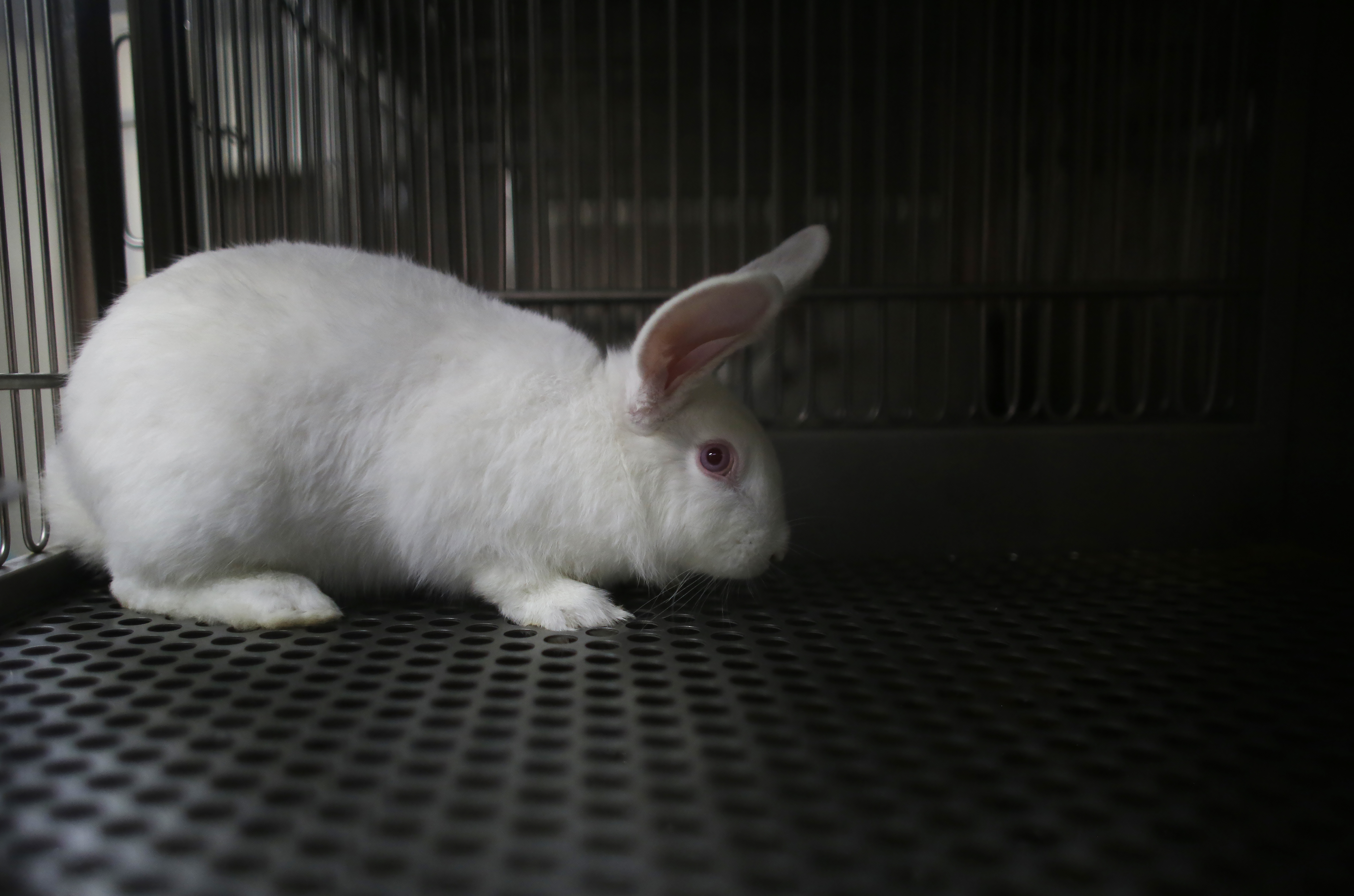
研究室の檻に入れられたウサギ

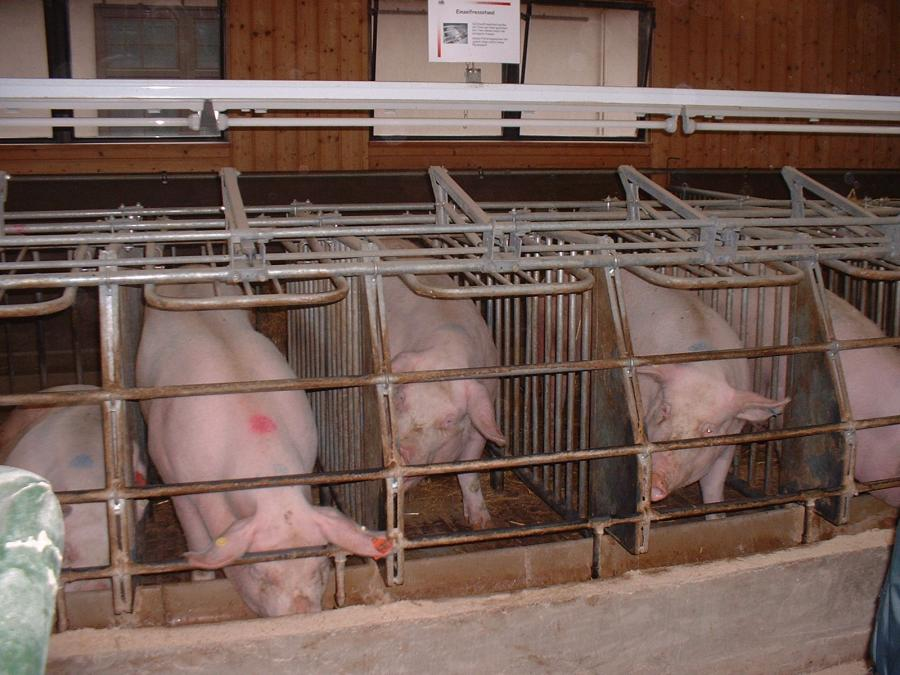
ブタ

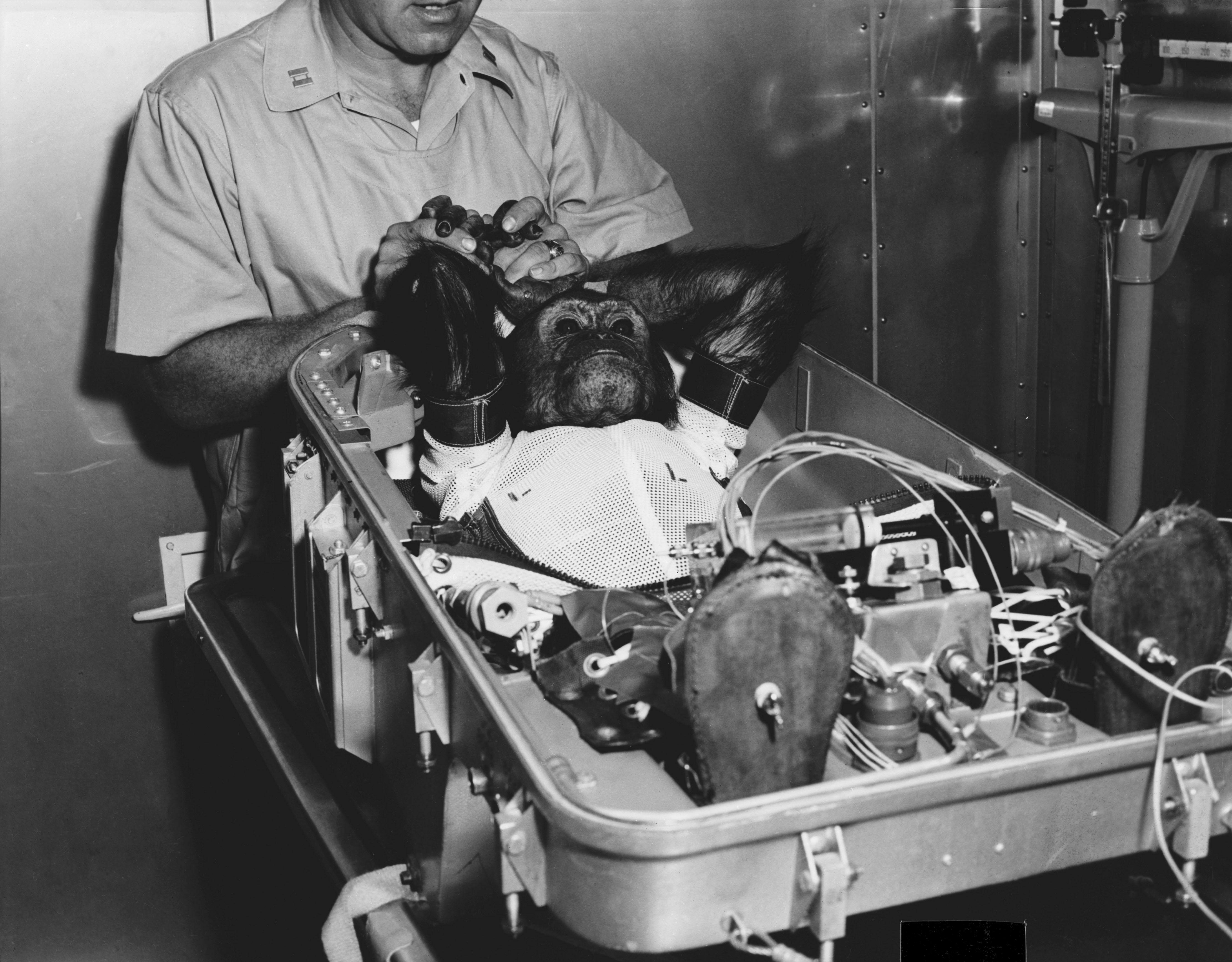
1960年にリトル・ジョー1Bロケットに乗せられるミス・サムと名付けられたアカゲザル。

動物実験は、主に医学の発展のために、一部は公衆衛生に貢献するために、必要に応じて実施するものである旨が、非倫理的な人体実験が行われた時代を反省して策定されたヒトを対象とする研究の研究倫理原則の一つであるヘルシンキ宣言に示されている。
| 「                                                                       | 人間を対象とする医学研究は、科学的文献の十分な知識、その他関連する情報源および適切な研究室での実験ならびに必要に応じた動物実験に基づき、一般に認知された科学的諸原則に従わなければならない。研究に使用される動物の福祉は尊重されなければならない。 | 」 |
| —ヘルシンキ宣言 科学的要件と研究計画書 21.（日本医師会ウェブサイトより） | |    |

旧ヘルシンキ宣言は、「動物実験に基づくこと」を要求していたが、2000年の新宣言では動物実験は「必要な時に行う」と修正された。
不適切な動物実験の設計で動物が無駄に消費されていることが報告されている。また、人と動物には種差があり、正確な結果を得られず、新薬開発において、非臨床の動物実験で有効性・安全性が確かめられた医薬品の87％が、ヒトへの臨床試験では落ちている。処方通りに服用された薬に対する副作用の主な要因は、動物実験ではヒトに対する毒性を予測する能力が低いことにある。同じ霊長目であるサルの場合でも、国内で承認された抗体医薬品の多くが、サルを用いた安全性評価がヒトにおける副作用を検出できないことが分かった。動物福祉の観点からも動物実験は問題となっており、代替法への移行、代替法の開発が進められている。
ICH（医薬品規制調和国際会議）、OECD、各国行政機関の方針は、動物実験削減の方向に進んでいる。2001年にOECＤは一度に60匹以上の動物を使用する急性経口毒性試験/TG401を化学物質試験法ガイドラインから削除した。欧州委員会は、化学物質の安全性評価における動物実験を段階的に廃止するためのロードマップに取り組んでいる。アメリカでは2016年、化学物質規制強化法案が成立。この法律には、脊椎動物を用いた実験を抑制し、代替法を推進することを義務づける条項が含まれた。2019年、EPA（米国環境保護庁）は、動物実験を削減するため、2025年までに30%の哺乳類を使った実験への助成削減、 2035年までに撤廃とする指令に署名。2022年12月、アメリカでFDA 近代化法が議会で可決。これにより新薬開発での動物実験は義務ではなくなった。2025年、米国食品医薬品局（FDA）は、抗体医薬品の開発候補を対象に動物実験を段階的に廃止するためのロードマップを策定した。2025年、アメリカ国立衛生研究所（NIH）は、40年以上続いたビーグル犬実験室を閉鎖した。オランダはサルなどの霊長目を使った動物実験への補助金を2025年以降段階的に廃止することを決定している。
化粧品など一部の動物実験については禁止する動きもある（後述）。イギリスは動物 (科学的手順) 法のガイダンスの中で、タバコと酒についての動物実験を認めていない。2024年にはオーストラリアのニューサウスウェールズ州が主にげっ歯類で行われる強制水泳や強制喫煙などの実験を科学的根拠がなく動物福祉を大きく損なうという理由から禁止が決定した。
サンマリノ共和国では 2007 年より動物実験を完全に禁止。リヒテンシュタインは政府による例外を除いて禁止。いくつかの国は、大型類人猿のような特定の種について、動物実験を禁止している。
大学医学部での動物実験は一般的だが、2007年、アメリカの医学部の推定 90% が教育実習における生きた動物実験を廃止したと報じられた。アメリカでは研修医の79％が動物を使用していない。
2023年にはカナダが、動物を使用した毒性試験を段階的に廃止する法案を可決した。2024年にはブラジル上院において、動物実験を「最後の手段」に限定し、動物実験から完全に移行するための戦略計画の策定を義務付ける新しい化学物質管理法案が承認された。
世論をみると、EUでは2015年、115万人が賛同した動物実験全面停止を求める欧州市民イニシアチブにより、欧州委員会が「動物実験の段階的廃止はＥＵの法規制の最終目標である」との報告書をまとめた。アメリカにおける2023年の意識調査では、動物を使った医学実験を許容できると回答した割合は48％（2022年調査では52％）となっている。

## 倫理
動物実験は、非倫理的であると非難されることがある。その理由は、動物の幸せが損なわれることを予見しながら、対象薬物あるいは毒物の混餌、投薬、暴露などを行うことは、動物のクオリティ・オブ・ライフ（QOL）、日常生活動作（ADL）、そして生活水準(SOL）を損なうからである。法律学者のゲイリー・フランシオンのように動物実験の全廃を求める意見もある。
実験に付随して与える苦痛等については、動物福祉の考えから、これを軽減、除去などに極力配慮しようとする考えがある（後述の3Rも参照）。

## 実験動物

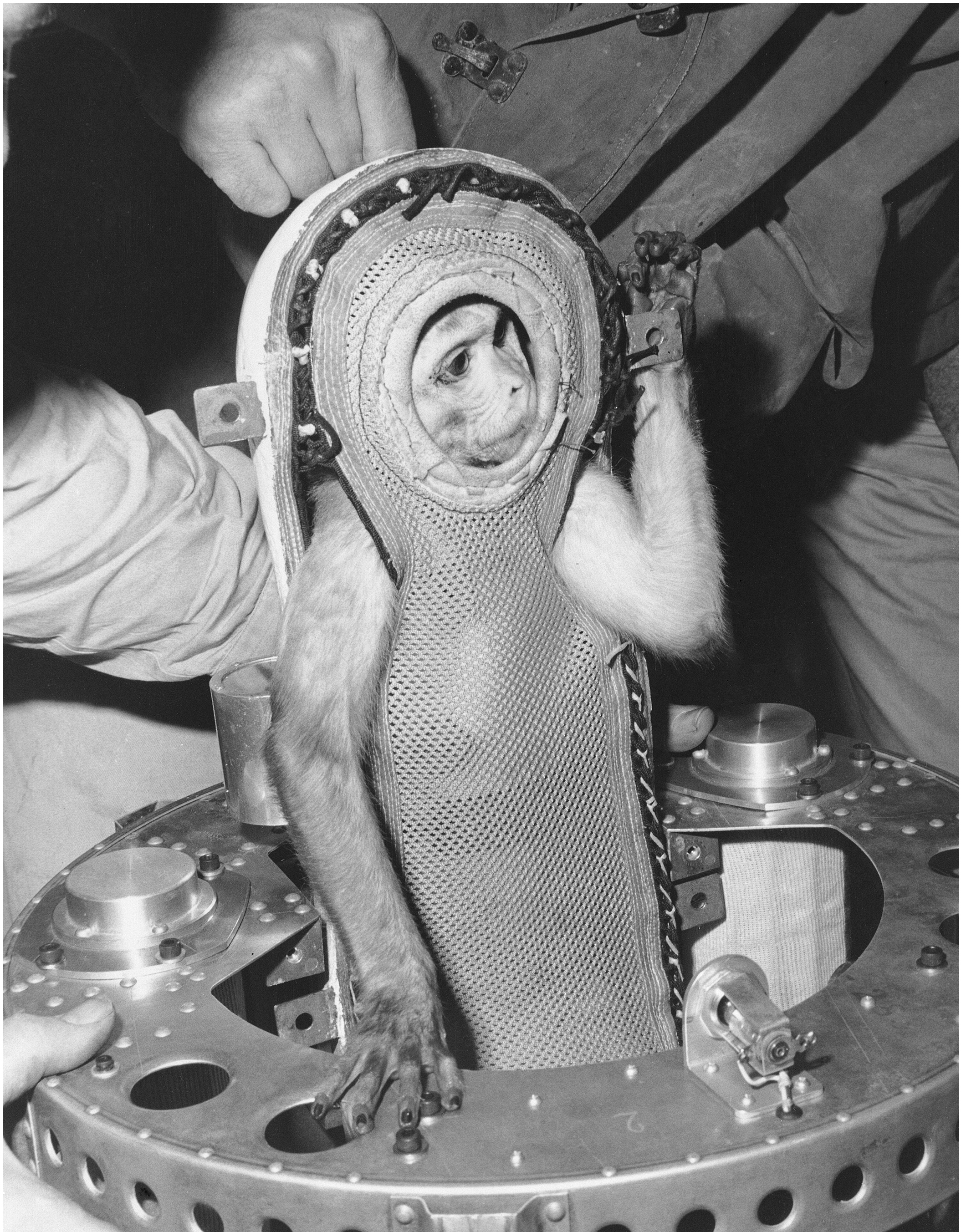
ロケットへ乗せられる直前のミス・サム。宇宙に行った動物も参照のこと

ヒトに近い方が良質なデータを得られる可能性が高いと考えられることから主に哺乳類が用いられる。大型動物としてサル、イヌ、ミニブタなどが、小型動物としてラットやマウス、モルモット、ウサギなどが用いられる。ただし、生物学的に（進化論的に）見て「ラットよりサルの方がヒトに近い」ということをもって、「サルのほうがラットよりも良質なデータが得られる」とは一概には言い切れない。
目的に応じた適切な動物種を用いることが必要とされ、さらにその“適切さ”が必ずしも既知ではない事に留意が必要である。例えばヒトで生じたサリドマイドの催奇性はマウスやハムスターでは現れず、ラットは限定的、ウサギとサルでは生じることが判明している。あるいはヒトで生じるキノホルムによるスモン症状はイヌ、ネコでみられるが、マウス、ラット、サル、モルモットでは長期間投与でも確認は困難である。
医薬品等の安全性評価にあたって、現在は多くの試験項目は代替法への切り替えおよび提案が進みつつあるが、動物実験が不可欠な際は複数種の動物種を選択することとなる。
日本では過去にイヌ・ネコに関しては、保健所へ持ち込まれたペットのイヌ・ネコや、捕獲（駆除）されたイヌの一部が全国の自治体で動物実験用に払い下げられていた。しかし、東京都を皮切りに払い下げ廃止を決定する自治体が続き、2006年（平成18年）度をもって、全国的にそのような制度は終結している。現在は、実験結果の信頼性や再現性、安定した個体数確保を目的として最初から実験用として繁殖させた動物（実験動物）を用いることが常識となっている。
マウスやラットといったげっ歯類に関しては、実験用途としてのビジネス化がひときわ進んでおり、微生物学的なコントロールにより清浄度を高めたSPF動物や、特定の疾病を発症する疾患モデル動物や無毛（ヌードマウスなど）のもの、さらには特定の遺伝子を組み換えたり（トランスジェニック動物）、欠損（ノックアウト動物）させたりした遺伝子改変動物が生産されている。
実験動物の飼育環境をよくすることは環境エンリッチメントと呼ばれ、その目的は動物のウエルビーングを増進することであり、具体的にはその動物種に固有の行動を発現しやすくなるような刺激、構造物および資源を提供することだと国際的なガイドライン（ILAR第8版）で規定されている。

## 3Rの原則
研究機関や製造業の業界では、動物実験そのものを最小限に抑える、必要な場合は麻酔などを用いて苦痛を最小限に抑えるほか、細菌や昆虫といった他種の生物や培養細胞、コンピュータでのシミュレーションなどに置き換える代替法を開発するなどの手法が取られつつある。アニマルウエルフェア、ウエルビーイング（well-being）など、その動物種の生理・生態・習性に配慮して扱うことも求められる。
3Rは動物実験についての国際原則で、「Replacement（代替）」「Reduction（削減）」「Refinement（改善）」の3つを表し、1959年にイギリスの研究者（RussellとBurch）により提唱された。その後1999年、第三回生命科学における代替法と動物使用に関する世界会議においてRussellとBurchが提唱した原則を再確認するものとして3Ｒの原則が採択された（ボロニア宣言）。同宣言はすべての国に、3Rの原則を組み入れるための法的な枠組みを作るよう勧告している。
- Replacement（実験動物の置き換え（代替））:生きた動物を使用せず、in vitro（試験管内実験）やコンピューター・シミュレーションへ代替すること
- Reduction（実験動物の削減）:使用動物数の削減、科学的に必要な最少の動物数使用
- Refinement（実験動物の苦痛の軽減）:苦痛軽減、安楽死措置、飼育環境改善など

※3RにResponsibility（責任）、Review（審査）などを加えた4Rという概念を提唱する者もある。
動物実験に関する国際的な原則とされる、ＣＩＯＭＳ（国際医学団体協議会）の「医学生物学領域の動物実験に関する国際原則」は、「ヒトに苦痛や苦痛を与える処置は、反対の証拠がない限り、動物にも苦痛や苦痛を与え るものと考えるべきである」として3Rの実践を求めている。
3Rの原則により動物実験（個々の動物の生涯）をどこで終了させるかは重要な課題となっている。現在では実験を継続しても得られる知見より動物への苦痛が大きいと判断された場合は、動物実験の目的の完遂よりも倫理を優先し、人道的エンドポイントに従い安楽死させる。安楽死は法律に沿って行い、できる限り処分動物に苦痛を与えない方法を用いなければならない。
日本国内では、動物愛護管理法第41条において、苦痛の軽減（Refinement）は義務に、実験動物の削減（Reduction）、および実験動物の置き換え（代替）Replacementについては努力義務となっている。2019 年の動物愛護管理法改正では、附則において、代替法の利用、使用動物数の削減など、動物実験の在り方について検討を加える事とされた。

## SCAWの苦痛分類
北米科学者の集まりScientists Center for Animal Welfare (SCAW)が実験中の苦痛分類を提示しており、カテゴリAからEまでの5段階に分かれる。
- カテゴリーA：生物を用いない、または植物、細菌、原虫、無脊椎動物を用いる。
- カテゴリーB：脊椎動物を用い、不快感をほとんど、あるいはまったく与えない。
- カテゴリーC：脊椎動物を用い、動物に対して軽微なストレスあるいは痛み（短時間持続）がある。
- カテゴリーD：脊椎動物を用い、避けられない重度のストレスや痛みがある。
- カテゴリーE：麻酔せず意識のある動物に、耐えることのできる最大の痛み、それ以上の痛みを与える。

カテゴリーＥは具体的に「手術する際に麻酔薬を使わない」「麻酔していない動物に重度の火傷や外傷をひきおこすこと」「家庭用の電子レンジあるいはストリキニーネを用いて殺すこと」「避けることのできないストレスを与えて殺すこと」などでありSCAWの分類では決してやってはならないとされる。しかしながらカテゴリーEの処置については各研究機関で独自の方針を持つことが望ましいとされ、正当性があれば実施することも可能であり、実際に、カテゴリーEの実験が行なわれていることが示されている。

## 規制
WOAH（世界動物保健機関）は実験動物の福祉規範を制定し、3Rを規定し、加盟各国の法的整備を求めている。スイスでは90年代に強化した動物保護法により、動物実験は大幅に減少したという。
３Ｒを遵守するための規制については、法律上の規制を主としたEU型と、研究者の自主規制を主としたアメリカ、カナダ型に二分される。
EU は実験動物保護指令の元、動物実験施設や動物実験計画、動物実験者は認可制、外部査察・検証は義務となっており、罰則も設けている。ただし実際にはこれらの規制を逃れた動物実験が実施されていることも問題提起もされている。
アメリカでは、農務省に動物実験施設を査察する権限などを与えている動物福祉法がある。しかしながら動物福祉法はアメリカで実験利用される動物のうちの99パーセントを占める以上を構成するといわれるマウス、ラット、鳥を除外している。また、農務省の査察で重大な違反があった場合でも十分な是正措置が行われていないという問題が指摘されている。動物実験を規制する保健福祉省のPHS方針ではマウスなども含めているものの、これは義務ではなく研究助成条件である。またこれも義務ではないが動物実験の民間認証機関であるAAALACインターナショナルによる認証が普及している。
イギリスでは実験者、実験計画、実験施設の3つについて法律上の許認可を必要としている。動物実験において３Ｒが遵守されたかどうかは内務省機関が実地検証が行う。イギリスの動物法では、cost-benefit analysis として明文化され、動物が感じる苦痛に勝る実験の意義が確認できなれば実験は承認されないと考える。
動物実験施設の外部査察・検証は、イギリスやフランス、アメリカなどでは省庁や自治体が行う。また国際認証であるAAALACによる検証・認証を取得する動物実験施設もある。ただしAAALACの認証取得は必ずしも３Ｒを遵守した適正な動物実験を保証はできず、AAALCA認証取得施設において実験動物の虐待的扱いが問題になることもある。
欧米で規制が強化されるのと対象に、規制が緩い中国では動物実験がやりやすいため、研究で有利な立場となり、規制が強い国から研究者が集まることが懸念されている。

### 日本
日本では、動物実験業界が法的枠組みではなく自主規制を希望しており、環境省の基準や文部科学省・厚生労働省などの指針に従い、各研究機関が独自の基準を設けるという形になっている。そのため国内では、実験者・実験計画・動物飼養施設において、免許や許可や登録制度といった法的規制はない。また外部査察・検証や動物実験委員会の設置も義務ではなく罰則規定はない。そのため動物実験の規制が緩いとの批判もある。

日本の場合、「研究機関等における動物実験等の実施に関する基本指

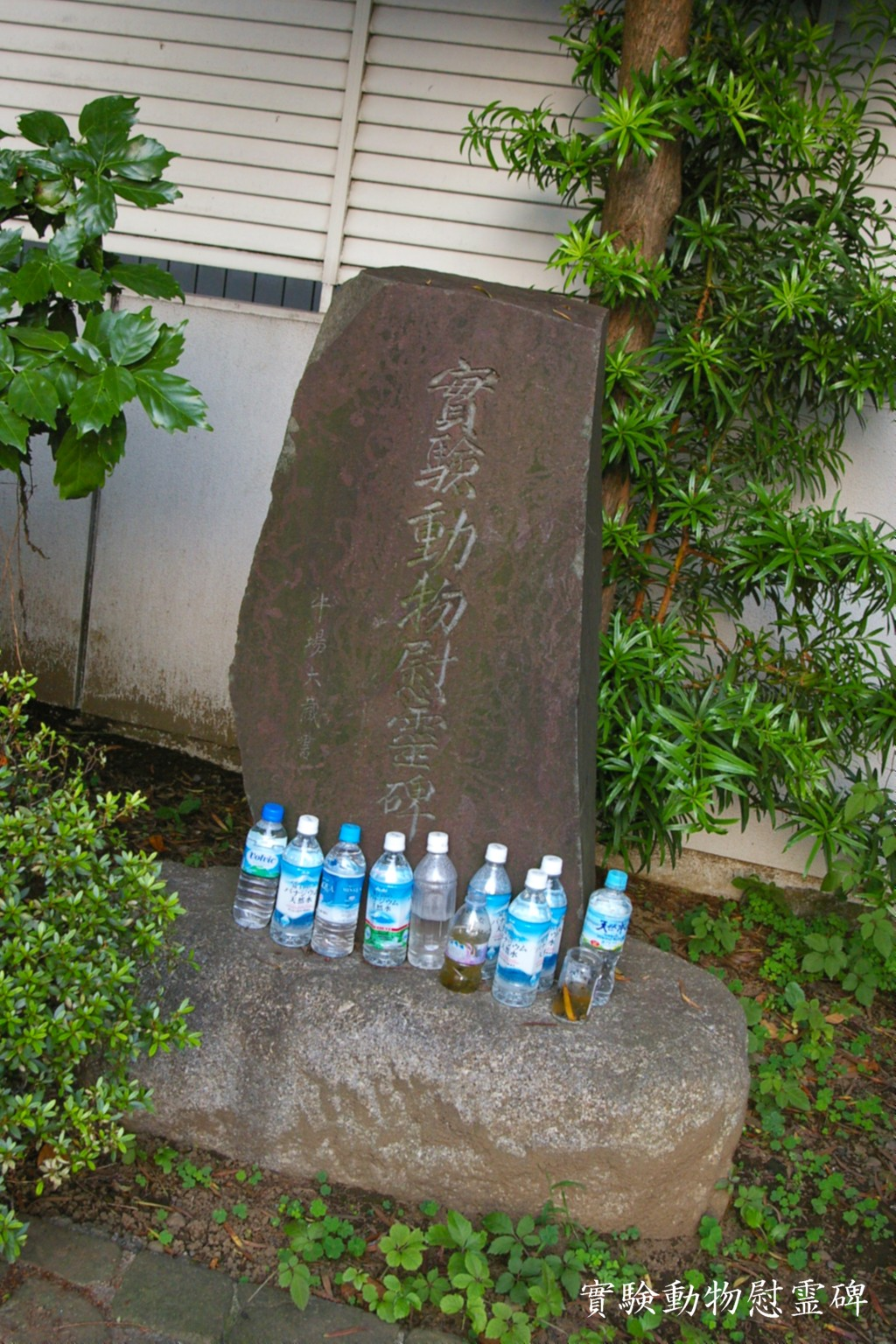
慶応義塾大学の実験動物慰霊碑

針（文部科学省告示第七十一号）」「厚生労働省の所管する実施機関における動物実験等の実施に関する基本指針」などによって動物実験を実施する機関は「動物実験委員会」を設置し、実験者から提出された実験計画書の審査を行い承認の可否を決定するなど、適正な動物実験の実施を図ることが推奨されている。これにより、大学等の研究機関では、独自の講習会によるライセンス制度や動物実験委員会が普及し始めている。
また、日本では日本実験動物協会による「実験動物技術者」認定試験がある。試験は学科試験と実地試験からなり、いずれも高度な専門性を問われる。試験内容には知識や技術だけではなく、実験動物と社会、動物福祉に関する内容についても含まれている。受験には協会が規定した一定の実務経験を有する必要がある。一部では国による国家資格認定化が求められているが、政治的背景により、そこまでは至っていない。
動物実験の外部検証は努力義務ではあるが、企業向けには一般財団法人日本医薬情報センターの外部検証が、大学向けには大学実験動物施設協議会の検証制度などが用意されている。また国際認証であるAAALACの外部検証を導入する研究機関もある。

## 化粧品の動物実験
EUでは、1990年代から化粧品の動物実験が段階的に規制され、2009年には反復投与毒性、生殖毒性、毒物動態の3試験領域のみ2013年まで禁止の猶予を与えた上で、動物実験を用いて開発された化粧品の販売が、EU法において禁止された。2013年3月11日には3試験領域を含め化粧品における全ての動物実験が禁止対象となった。これは輸入される域外製品にも適用される。ただしEUの化粧品動物実験規制は、化学物質をREACH（Registration, Evaluation and Authorization of Chemicals）規則に登録する場合などの除外規定を設けており、徹底されていないという面があることからいくつかの訴訟が提起されている 。韓国は2018年に、カナダは2023年に化粧品の動物実験を禁止。チリは2024年、ブラジルは2025年に動物実験された化粧品の販売禁止を決定。現在45の国が化粧品の動物実験を禁止している。
動物実験を行わずに開発した化粧品や工業製品にクルエルティフリーと表示し、差別化を図る動きも見られる。

## 代替法

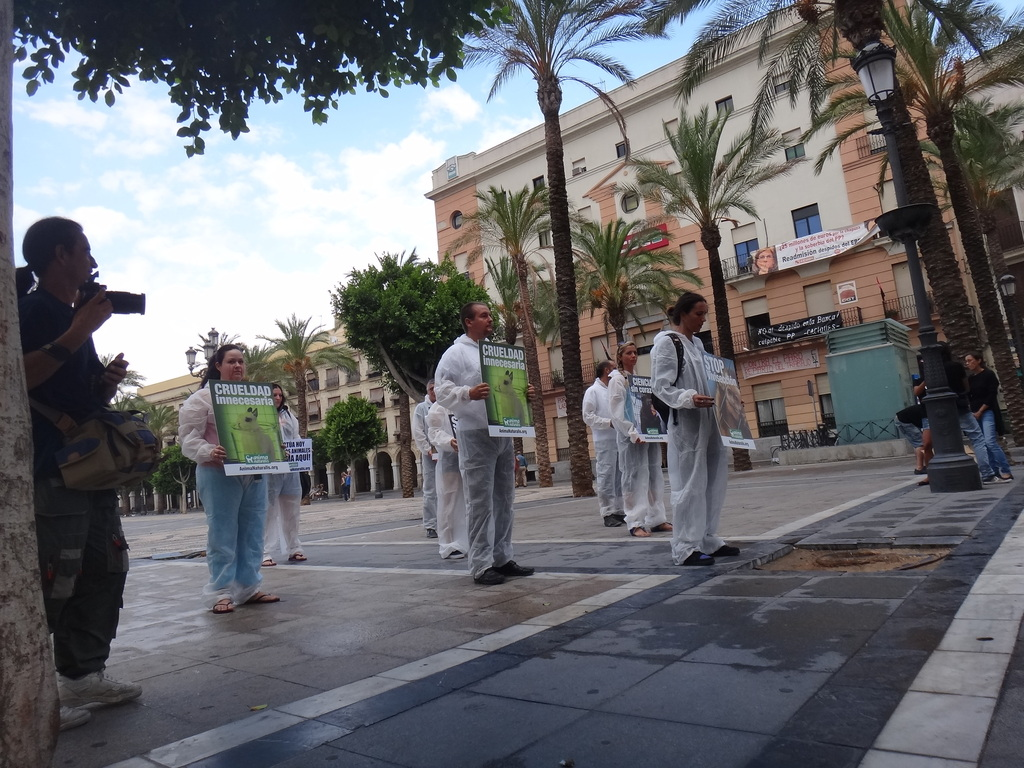
動物実験への抗議集会

３Ｒの原則の一つのReplaceが代替法である。動物を使用する代わりに、培養細胞、コンピュータでのシミュレーションなどに置き換える試験方法の開発・普及が進められている。
動物実験代替法の活用は企業がグローバルな枠組みの中で成長していくなかでもはや無視しては通れない問題となっている。化粧品の動物実験を廃止した資生堂は代替法の研究開発、標準化や社会認知活動に取り組んでいる。こうした動きは1990年代頃から見られ、OECDのような国際機関をはじめとして、代替法への移行作業が進んでいる。
動物を使用せずに実際の個体内における総体的な生理的・生化学的機構の情報を得ることは難しいケースもあり、さらなる代替法の開発研究が進められている。
代替法開発について日本は後れを取っており、海外から「厚労省はいまだに動物実験を義務付け、代替法の妥当性確認を行っていない」と批判されることがある。2024年の日本動物実験代替法評価センター（JaCVAM）調査報告によると、化粧品・医薬部外品開発における動物実験代替法活用状況について、ガイダンスの数は増えたものの、10年前と比較して実際に利用した会社はほとんど増えていないことが分かった。

## 市民の意識
医薬品開発だけでなく、化粧品開発や、食品の機能や効用を確かめるため、日用生活品の安全性を確認するため、工業等に用いられる化学物質の安全性を確認するための、事件や訴訟に際しての加害行為の危険性を確認するため、大学医学部や獣医学部での動物を用いた手術の実技訓練など動物実験は多くの分野で行われているが、国内アンケートによると一般市民4、5割はこれを認知していないという結果であった。また動物実験の分野で差はあるものの、動物実験を容認する市民の割合は5割程度となっている。

### 実験法
- ドレイズ試験
- T字迷路（英語版）（Y字迷路）
- バーンズ迷路（英語版）
- モリス水迷路（英語版）
- 放射状迷路（英語版）
- 高架式十字迷路試験（英語版）
- 食物選好テスト（英語版）
- ホールボード試験（英語版）
- ホットプレート試験（英語版）
- Muricidal test（英語版）
- スキナー箱、明暗箱（英語版）
- 動物実験のレギュレーション（英語版）